# Persona Non Grata
A Persona Non Grata egy szigetvári alternatív punk együttes, mely 1990-ben alakult.

## Pályafutás
Zenéjük alapvetően instrumentális, de helyenként minimális énekkel, vokális betétekkel tűzdelt, hosszú tételeket lassan kibontó, rockzene, egy vagy több különleges hangszerrel és elektronikus háttérrel. A Baranya megyei négyes a Trottel és a skót jazzcore együttesek világa felől érkezett, de zeneileg mára teljesen háttérbe szorult a punkos attitűd.
Első megjelent hanganyagukat a Trottel Recordsnál adták ki kazettán 1997-ben, Tibicsoki címmel. Ezt követte 1998-ban, immár CD formátumban a Takarmány, majd 2000-ben System Of Logic című lemezük. Ezzel együtt a Persona Non Grata zenéjében sok újítás jelent meg. 2002 évében a Periferic Records neve alatt került kiadásra a Pisti című lemez, amely az új szerzeményeken kívül a zenekar közelítőleg teljes életművét tartalmazza mp3 formátumban multimédia anyaggal kiegészítve. Többek között szerepel a lemezen a Gróf Balázs készítette Minimal című animációs klip. A Pisti egyik dalához, George Stoned Theme címmel szintén video készült, mindkét klipet játssza a magyar Viva zenecsatorna.
A Persona Non Grata 1997 óta több európai turnét bonyolított le – Hollandia, Belgium, Franciaország, Németország, Ausztria, Olaszország, Lengyelország, Csehország, Szlovákia, Szlovénia és Horvátország érintésével. A zenekar fellépett a Magyar Kultúra Éve Olaszországban ill. a Magyar Kultúra Éve Franciaországban programsorozatokon. Egyes külföldi városokban, például Zágrábban már stabil rajongótáborra, közönségre számíthatnak koncertjeik alkalmával.
Magyarországon rendszeresen játszottak a hazai fesztiválokon – így a Sziget Fesztiválon 1993 óta évről évre –, év közben pedig klubokban léptek fel országszerte.
Balog Tamás 2020-ban bekövetkezett halála után The Small Town Foxes néven folytatja a két megmaradt tag, Kaszper "René" Gyula és Berkecz Balázs.

## Fontosabb koncertek
- HungaroCarrot Fesztivál, Budapest (H) 1997
- Ponikve Festival, Zagreb (HR) 2000
- Skrbina Festival, Sezana (SLO) 2000
- Index Fesztivál, Budapest (H) 2000
- Pohoda Festival, Trencin (SK) 2001
- Europa Party, Karlsruhe (D) 2002
- Művészetek Völgye Fesztivál, Monostorapáti (H) 2002
- On the Edge Festival, Mozirje (SLO) 2002
- Sziget Fesztivál, Budapest (H) 1992 óta minden évben
- MediaWave Fesztivál, Győr (H) 2003, 2002, 2001
- Lát-Határ Fesztivál, Szigetvár (H) 2003, 2002, 2001
- Hegyalja Fesztivál, Tokaj (H) 2003, 2001
- Ráday Fesztivál, Budapest (H) 2003
- Nagy Fül Fesztivál, Budapest (H) 2003

## Tagok
Utolsó felállás
- Berkecz "Balage" Balázs (basszusgitár, fények, menedzser, ütősök)
- Kaszper "René" Gyula (gitár, ének)
- Balogh Tamás (dob)
- Meszes Zsolt (billentyű)
- Lukács Dorottya (ének, gitár)

Korábbi tagok
- Bodor "Gizi" Ákos (basszusgitár)
- Bodó Rezső (dob)
- Káni Péter (gitár)
- Rajczy "Igazgató Úr" Román (dob)
- Rosta "Kks." Béla (harsona, trombita)
- Szabó Csaba (ének)
- Takács Béla (gitár)
- Berek "Bezó" Zoltán(basszusgitár)
- Nagy József (harsona)

## Külső hivatkozások
- http://www.mymusic.hu/personanongrata
- https://web.archive.org/web/20150214224934/http://www.personanongrata.hu/
- http://personanongrata.underground.hu/
- http://zenesz.hu/user.php?z_id=639 Archiválva 2007. október 9-i dátummal a Wayback Machine-ben
- http://est.hu/cikk/24754/persona_non_grata__pisti
- http://est.hu/cikk/13907/persona_non_grata__system_of_logic
- https://index.hu/wanted/winterju/persona0002/
- http://www.mymusic.hu/zenekarok.php?id=173
- http://est.hu/cikk/24820/persona_non_grata
- https://index.hu/mindekozben/poszt/2019/07/16/15_magyar_zenekar_rakott_ossze_egy_albumot_hogy_segitse_a_persona_non_grata_sulyos_beteg_tagjat_es_csaladjat/
- https://24.hu/kultura/2020/04/24/balog-tamas-halal-dobos-persona-non-grata/
- https://personanongrataofficial.bandcamp.com
- https://langologitarok.blog.hu/2020/08/24/uj_neven_folytatja_a_30_eves_persona_non_grata_zenekar

### Képek
- https://web.archive.org/web/20070930014635/http://keptar.organic.hu/2003Sziget_6/persona_non_grata/index.html
- https://web.archive.org/web/20071010110740/http://galeria.szigetblog.hu/main.php?g2_itemId=932
- https://web.archive.org/web/20070927090922/http://www.musica90.net/manifestazioni/m90/m90XIIIa_img/png.jpg
- http://bigear.index.hu/pics2003/Persona.jpg

### Videók (klipek és interjúk)
- Minimal https://www.youtube.com/watch?v=06XrUCstlrY
- George Stoned Theme https://www.youtube.com/watch?v=kVtB_zHblY0&mode=related&search=
- Simson https://www.youtube.com/watch?v=gJigmavJU0o&mode=related&search=
- Minimal (live at M1) https://www.youtube.com/watch?v=kpsqEcadQew
- green grass + interju 1. https://www.youtube.com/watch?v=1qATrsBsdaw
- guy go… + interju 2. https://www.youtube.com/watch?v=97ualquzscA